# Bonriparo

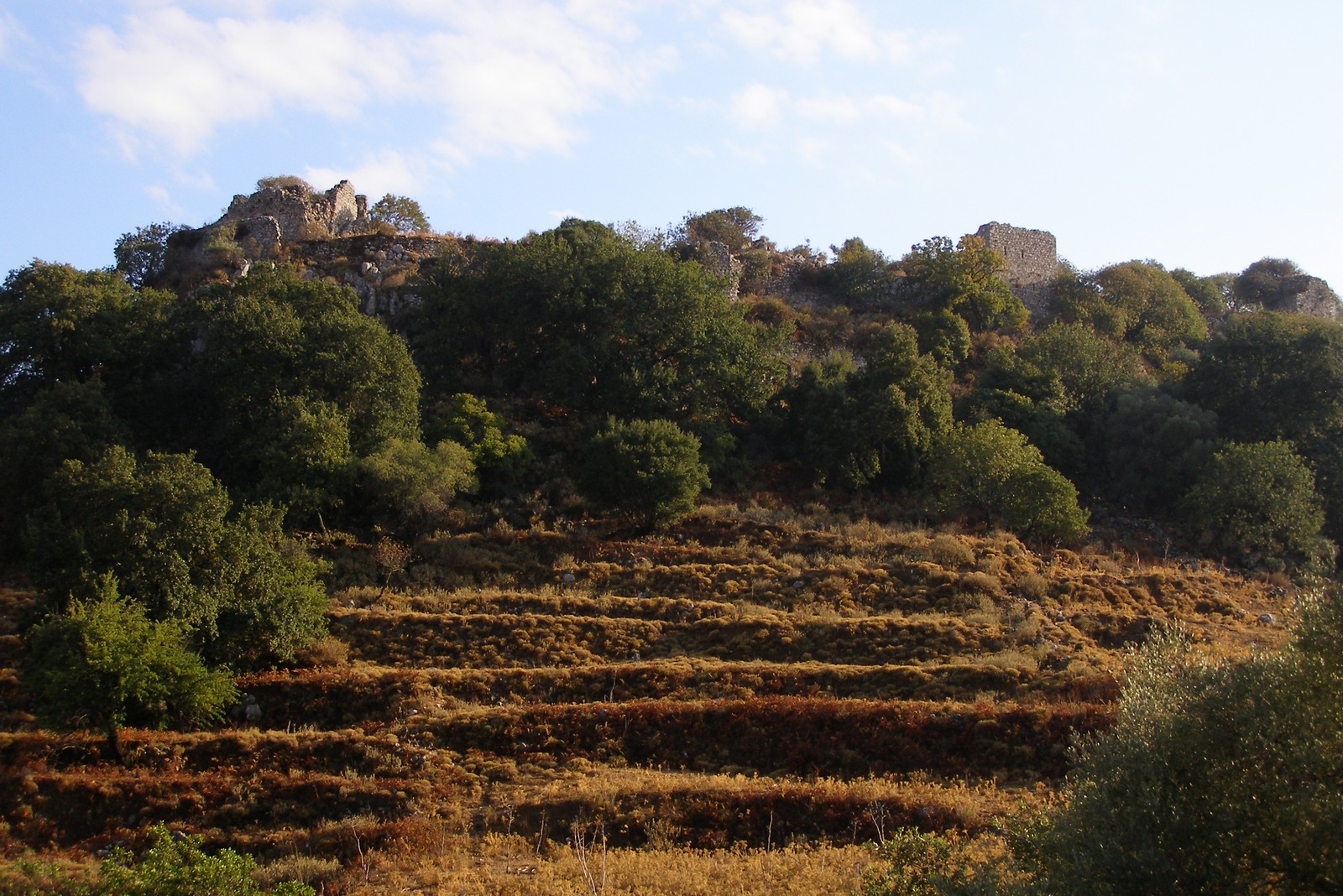
Die Nordflanke der Festung Bonriparo

Bonriparo (griechisch Μονοπάρι, Monopari) ist der Name einer ursprünglich genuesischen Festung auf Kreta, welche gegen Ende des 12. oder zu Beginn des 13. Jahrhunderts erbaut wurde. Ihre Reste sind unweit des heutigen Dorfes Monopari im Gemeindebezirk Nikiforos Fokas der Gemeinde Rethymno zu finden. Das Dorf, welches zur Ortsgemeinschaft Ano Valsomonero gehört, hat laut Volkszählung 2011 nur noch 30 Einwohner.

## Name
Der Name der Festung Bonriparo ist italienischen Ursprungs und bedeutet ‚gute Festung‘ und bezieht sich offenbar auf die für eine Festung ideale Lage auf einem nur von einer Seite ersteigbarem Berg-Plateau. Im kretischen Griechisch wurde das italienische Wort lautlich zu
Monopari (Μονοπάρι) verschliffen und in dieser Form auch auf das der Festung nächstgelegene Dorf übertragen. Manchmal wird die Festung auch Belriparo genannt (so bei Georgopoulou), was ‚schöne Festung‘ bedeutet.

## Lage

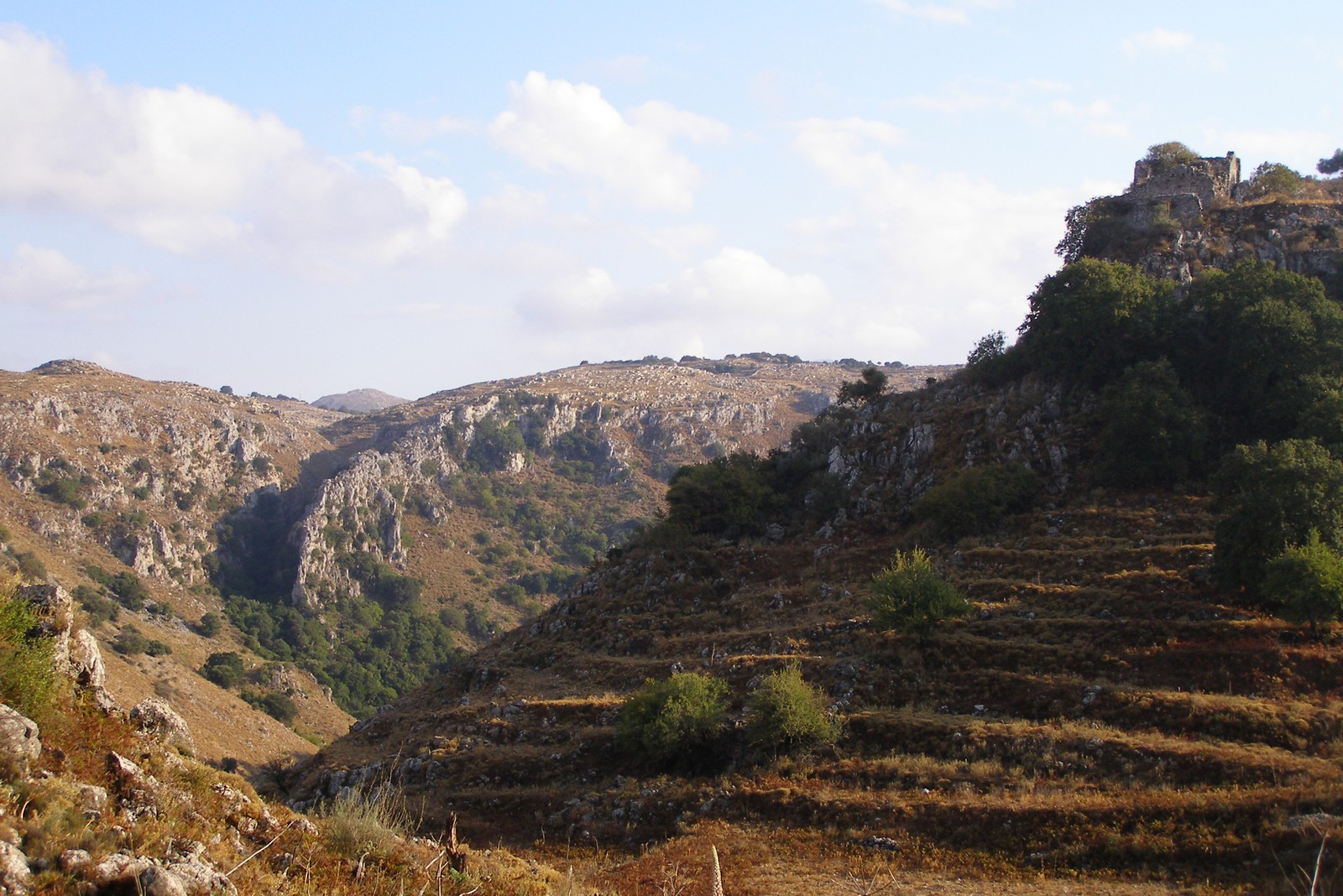
Der Ost-Turm, Sicht auf die Schlucht

Die Bonriparo-Festung wurde auf einem Hügel errichtet, dessen Ost- und Südwesthänge steil in zwei umgebende Schluchten abfallen. Der Hügel trägt heute genau wie ein etwas weiter nordöstlich gelegenes Dorf den Namen Kastelos (Κάστελος ‚Burg‘). Nur die Nordseite des Hügels ist weniger steil und hoch. Den Gipfel des Hügel bildet ein flach nach Süden abfallendes fast exakt dreieckiges felsiges Plateau (die abgebildete Lithographie aus dem Jahr 1865 ist aus vermutlich illustrativen Gründen perspektivisch nicht korrekt). Es erreicht an der Nordkante eine Höhe von über 400 Metern und erhebt sich damit fast 100 Meter über den Grund der Schluchten, welche seine Ost- und Südwestflanken begrenzen. Vom Plateau aus sind große Teile der Präfektur Rethymno inklusive der Bucht von Georgioupoli einzusehen. Die aus heutiger Sicht infrastrukturell unerschlossene leicht bergige Landschaft zwischen Rethymno, Lappa und Agios Vasileos ist und war mit einer Unzahl von Wegen durchzogen, der englische Kretareisende Thomas Abel Brimage Spratt bezeichnet seine Anreise zur Festung Bonriparo explizit als „sehr einfach“.
Der heutige Besucher gelangt zu den Ruinen der Festung über einen Wirtschaftsweg, der direkt unterhalb des Dorfes Monopari nach Osten von der Straße abzweigt. Schon an der ersten Weggabelung biegt der Weg zur Festung nach links ab. Vom Dorf Kastellos (gr. Κάστελλος) führt ein auf vielen Karten als Teil des Europäischen Fernwanderwegs E4 verzeichneter Wanderweg vorbei an der Kapelle Agia Paraskevi vom Norden her zur Festung.

## Aufbau und Zustand

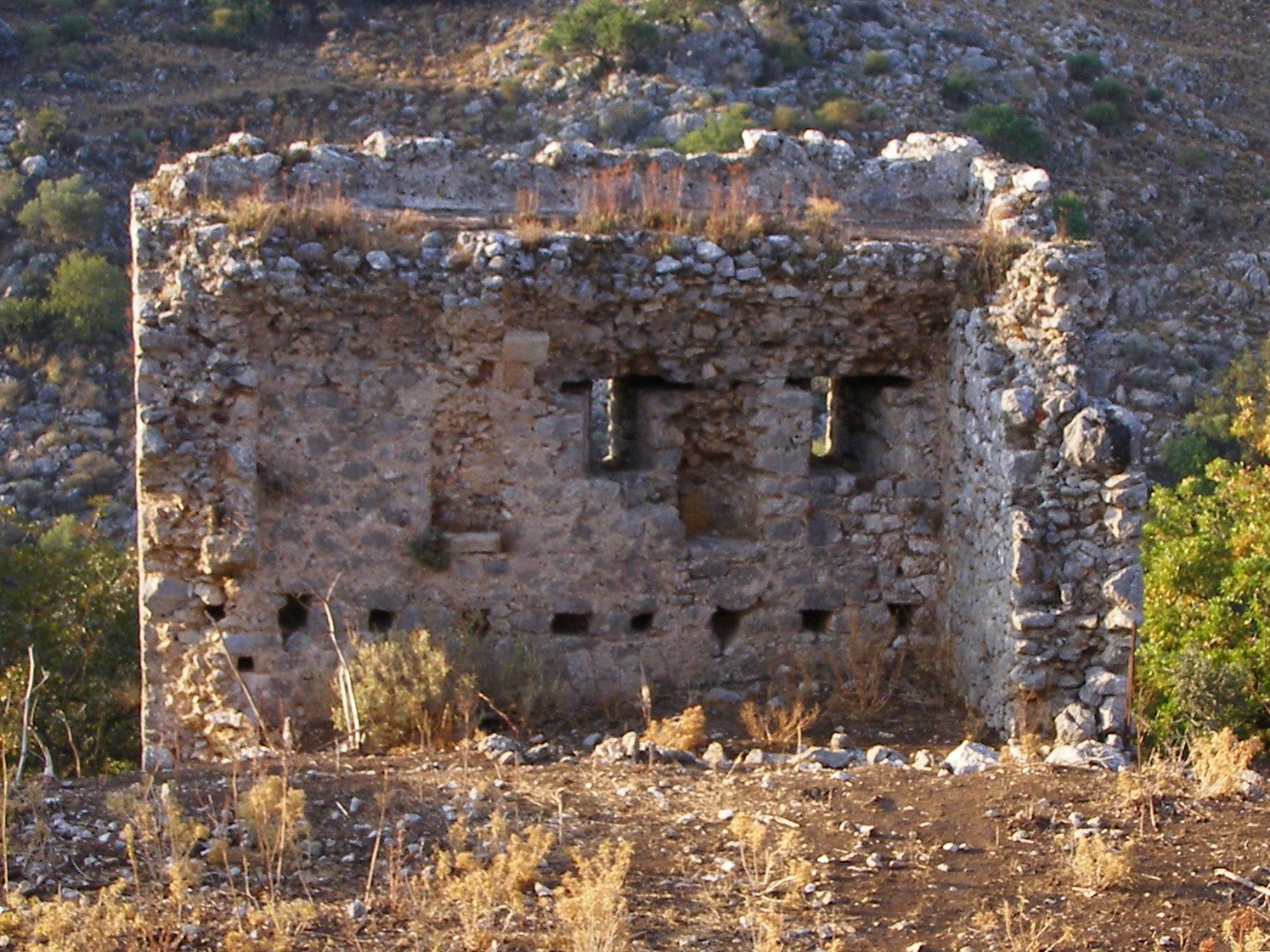
Reste des Torturms

Die steilen Abhänge erübrigten den Mauerbau an den östlich und südwestlich ausgerichteten Flanken des Plateaus, so dass die Wehranlagen nur aus einer einzigen die Nordflanke sichernden Mauer bestand. Diese Mauer wurde ergänzt durch vier Türme, der zweitöstlichste war der Torturm, hier ist auch heute noch der einzige Zugang zur Festung. Der in Serpentinen angelegte aufsteigende Weg war früher mit Marmor gepflastert und erinnert heute an einen Maultierpfad. Die Länge der Festungsmauer beträgt über 180 Meter, die östliche Begrenzung des Plateaus misst zirka 260 Meter, die südwestliche zirka 220 Meter. Auf dem ungefähr 40.000 m² großen Plateau befinden sich weitere Gebäudereste. An den schwer zu erreichenden Außenkanten der Mauer und einiger Türme sind noch die behauenen Ecksteine an ihrem Platz, der Torturm mit seiner guterhaltenen Nordmauer weist Schießscharten auf und lässt den Rest der oberen Brüstung erkennen.
Auf einer Lithographie von Thomas A. B. Spratt aus dem Jahr 1865 sind zwei Vormauern vor der Hauptmauer zu erkennen von denen heute nichts mehr erhalten ist. Knapp 40 Jahre später, 1903, wurde die Festung vom italienischen Forscher Giuseppe Gerola untersucht und dabei fotografiert und vermessen. Der dabei festgehaltene Zustand gleicht weitgehend dem heute vorzufindenden, Reste von Vormauern sind nicht zu erkennen, obwohl der Nordhang 1903 wesentlich weniger Baumbestand als heute aufwies.

## Geschichte

Illustration von 1865 von T.A.B. Spratt

Die Festung wurde im Jahr 1206 vom genuesischen Piratenführer Enrico Pescatore errichtet oder eine ältere an gleicher Stelle bestehende ausgebaut. Pescatore nannte sich auch „Graf von Malta“. Der griechische Historiker E. Lambrinakis nimmt an, dass die ältere Burg schon 1185 von der kretischen Familie Melissinos auf den Überresten der antike Stadt Ionia errichtet wurde. Damit ist die Festung eines der wenigen verbleibenden Zeugnisse der kurzen genuesischen Oberhoheit auf Kreta. Die Insel war zwar 1204 nach dem vierten Kreuzzug von Venedig käuflich erworben worden, doch der Dogenstaat hatte anfangs wegen seines Engagements an anderen Schauplätzen zu wenig Ressourcen, um sich um seine neuerworbene Kolonie zu kümmern. Das gab den genuesischen Konkurrenten die Gelegenheit, sich die Insel zu unterwerfen.
Aus dem Jahr 1217 wird berichtet, dass der Burgherr von Bonriparo Pietro Filicanevo Pferde und Vieh von einem kretischen Adeligen namens I. Skordilitis stehlen ließ. Als Filicanevo der Aufforderung zur Rückgabe des Diebesgutes nicht nachkam, holte sich Skordilitis nicht nur die ihm gestohlenen Tiere mit Gewalt zurück, was die sogenannte Sivrites-Revolte (1217–1236) provozierte. Nach Auseinandersetzungen venezianischer Kolonialisten mit kretischen Adelsfamilien gelangte die Festung Bonriparo schließlich wie ganz Kreta unter venezianische Oberhoheit.
Seit Mitte des 13. Jahrhunderts, also fast während der gesamten venezianischen Herrschaft über Kreta und auch zur Zeit der osmanischen Besatzung liegen keine weiteren Zeugnisse über das Schicksal der Festung vor. Erst 1865 besuchte der englische Reisende Thomas A. B. Spratt die Festungsruinen und erwähnte sie in seinem zweibändigen Werk Travels and Researches in Crete. Allerdings gibt es eine Erwähnung in einem Zensus von 1583 das Dorf Monopari betreffend, welche aussagt, dass die 198 Dorfbewohner hauptsächlich Handwerker seien, die „für die Belange der Festung arbeiteten“, was auf eine damalige aktive Besatzung der Festung schließen lässt.